# Abbath (группа)
Abbath — норвежская блэк-метал-группа, образованная в 2015 году бывшим гитаристом и вокалистом Immortal Аббатом после ухода из группы. На сегодняшний день группа выпустила три студийных альбома: Abbath (2016), Outstrider (2019) и Dread Reaver (2022).

## История
Началом творческого пути проекта можно считать 2015 год. После достаточно затянувшегося конфликта в группе Immortal, где Аббат занимал основополагающую роль, а именно — основатель, вокалист и гитарист, принял решение покинуть группу. Тем самым Immortal лишились своего лидера. В апреле 2015 года Metalhammer объявил, что Abbath набрал участников в группу. На бас-гитару был приглашен бывший басист группы Gorgoroth Том Като «King Ov Hell» Виснес, за ударную установку сел Кевин Фоли. Они также наняли гитариста и вокалиста группы Vredehammer Пера Валлу для гастролей с группой в качестве гитариста. Группа собиралась войти в студию звукозаписи в конце этого года, чтобы поработать над своим дебютным альбомом, который выйдет в 2016 году. Во время своего дебютного выступления на Tuska Open Air 2015 они сыграли песню под названием «Fenrir Hunts», которая вошла в грядущий дебютный альбом.
Их дебютный одноименный альбом Abbath был выпущен 22 января 2016 года на Season of Mist. 12 декабря 2015 года было объявлено, что барабанщик Creature покинул группу. Несколько дней спустя, 15 декабря, Пер Валла покинул группу. В начале 2016 года Гейб Сибер присоединился к группе в качестве концертного барабанщика, заменив Кевина Фоули, а Пера Валлу, который играл на дебютном альбоме, заменил Оле Андре Фарстада, присоединившись в качестве концертного гитариста.
6 октября 2016 года Abbath объявили на своей странице в Facebook, что они работают над своим вторым альбомом, релиз которого запланирован на 2017 год. 11 июля 2018 года King ov Hell покинул группу из-за противоречивых взглядов на лирические концепции предстоящего альбома. 14 марта 2019 года они объявили, что их второй студийный альбом Outstrider выйдет 5 июля 2019 года, и был представлен новый состав, который будет выступать вживую и с которым был записан альбом, в него вошли барабанщик Ukri Suvilehto, гитарист Raud и басистка Mia Wallace.

## Участники группы

### Нынешний состав
- Abbath — вокал, гитары (2015—наши дни)
- 'Raud' Ole André Farstad — гитара (2015—2016, 2016—наши дни), бас (2018, 2020—2021)
- Ukri Suvilehto — ударные (2018—наши дни)
- Mia Wallace — бас (2019—2020, 2021—наши дни)

### Бывшие участники
- King ov Hell — бас (2015–2018)
- 'Creature' Kevin Foley — ударные (2015)
- Silmaeth — гитары (2016–2018)
- 'Creature' Emil Wiksten — ударные (2016–2018)

### Концертные участники
- Per Valla — гитара (2015)
- 'Creature' Gabe Seeber — ударные (2015–2016)
- Dan Gargiulo — гитара (2016)
- Rusty Cornell — бас (2016, 2018–2019, 2020–2021)

## Дискография

### Студийные альбомы
- 2016 — Abbath
- 2019 — Outstrider
- 2022 — Dread Reaver

### Синглы
- 2015 — «Count the Dead»

### Видеоклипы
- 2016 — «Winterbane»
- 2019 — «Harvest Pyre»
- 2019 — «Hecate»
- 2022 — «Dream Cull»